# Плишкино (Ивановская область)
 Плишкино — деревня в Ивановском районе Ивановской области. Входит в состав Тимошихского сельского поселения.

## География
Находится в центральной части Ивановской области на расстоянии приблизительно 26 км на восток по прямой от вокзала станции Иваново на правом берегу речки Теза.

## История
В 1859 году здесь (тогда деревня Шуйского уезда Владимирской губернии) было учтено 16 дворов.

## Население
Постоянное население составляло 84 человека (1859 год), 0 в 2002 году, 4 в 2010.